# Mesotritia multisetosa
Mesotritia multisetosa är en kvalsterart som beskrevs av Wojciech Niedbała 2004. Mesotritia multisetosa ingår i släktet Mesotritia och familjen Oribotritiidae. Inga underarter finns listade i Catalogue of Life.